# Pampa del Infierno
Pampa del Infierno é uma cidade da Argentina, localizada na província de Chaco.